# Segelfluggelände Greding

i7
i11
i13
Das Segelfluggelände Greding liegt in Schutzendorf in Mittelfranken, etwa 5 km nordwestlich von Greding, am Rande des fränkischen Juras und südlich der fränkischen Seenplatte. Betreiber des Geländes ist der Aeroclub Greding.

## Flugbetrieb
Das Segelfluggelände liegt auf dem Flugplatz Schutzendorf. Auf dem Flugplatz finden Windenbetrieb und Flugzeugschlepp mit Segelflugzeugen statt. Außerdem besitzt der Flugplatz eine generelle Außenlandegenehmigung für Motorsegler und Ultraleichtflugzeuge. Eine Besonderheit des Platzes ist die Start- und Landebahn: Sie besteht zum größten Teil aus Gras, besitzt aber an beiden Enden einen jeweils 115 m langen Asphaltstreifen.
Der Flugplatz ist von München und Nürnberg aus über die A 9 zu erreichen.

## Geschichte
Das Gelände ist Nachfolger eines Geländes auf dem Kalvarienberg, welches für den Bau der Wehrtechnischen Dienststelle für Informationstechnologie und Elektronik in den 1960er-Jahren verkauft wurde und am 12. Oktober 1969 geräumt werden musste. Am 9. Mai 1971 fand der erste Start auf dem Segelflugplatz Schutzendorf statt. 1972 erhielt er die Landegenehmigung für Motorsegler.